# Джим Блайт
Джим Блайт (англ. Jim Blyth, нар. 2 лютого 1955, Перт) — шотландський футболіст, що грав на позиції воротаря.
Виступав, зокрема, за клуб «Ковентрі Сіті», а також національну збірну Шотландії.

## Клубна кар'єра
У дорослому футболі дебютував 1971 року виступами за команду «Престон Норт-Енд», в якій провів сезон 1971/72, взявши участь лише в одному матчі чемпіонату. Після цього Блайт став гравцем «Ковентрі Сіті», де не зумів пробитись до першої команди, тому для отримання ігрової практики у сезоні 1974/75 виступав за клуб третього дивізіону «Герефорд Юнайтед».
Повернувшись до «Ковентрі Сіті», Блайт став залучатись до матчів першої команди. Цього разу відіграв за клуб з Ковентрі наступні сім сезонів своєї ігрової кар'єри. Більшість часу, проведеного у складі «Ковентрі Сіті», був основним голкіпером команди.
1982 року Джим перейшов у «Бірмінгем Сіті», де під час гри проти "Сандерленда" зламав передпліччя в трьох місцях і провів 70 хвилин з травмою, яка не завадила йому допомогти команді перемогти 2:1. Тим не менш ця травма поставила хрест на професіональній кар'єрі воротаря, який тривалий час відновлювався, після чого грав за аматорський англійський клуб «Нанітон Боро» у п'ятому за рівнем дивізіоні країни.
По завершенні кар'єри гравця працював тренером воротарів у тренерському штабі свого співвітчизника Гордона Стракана у «Ковентрі Сіті» (1996–2001), «Селтіку» (2005–2009) та «Мідлсбро» (2010).

## Виступи за збірну
22 лютого 1978 року дебютував в офіційних матчах у складі національної збірної Шотландії в товариському поєдинку проти Болгарії (2:1). Другий та останній раз у складі національної збірної з'явився 17 травня 1978 року в грі домашнього чемпіонату Великої Британії з Уельсом (1:1). Того ж року у складі збірної був учасником чемпіонату світу 1978 року в Аргентині, але на поле не виходив.